# Most Hangdžov Bay
Most čez zaliv Hangdžov (poenostavljeno kitajsko: 杭州湾大桥; tradicionalno kitajsko: 杭州灣大橋; pinjin: Hángzhōu Wān Dàqiáo; Wu: Han-tseu-uae du-jiau) je 35,7 km dolg avtocestni most z dvema ločenima deloma s poševnimi zategami, zgrajen čez ustje zaliva Hangdžov v vzhodni obalni regiji Kitajske. Povezuje občini Džjašing in Ningbo v provinci Džedžjang.
Gradnja mostu je bila končana 14. junija 2007, otvoritvena slovesnost pa je bila 26. junija 2007. Most je bil za javnost odprt 1. maja 2008 po precejšnjem obdobju testiranja in ocenjevanja. Most je skrajšal razdaljo med Ningbom in Šanghajem po avtocesti s 400 km na 180 km in skrajšal čas potovanja s 4 na 2 uri. Z dolžino 35,673 km je bil most čez zaliv Hangdžov med desetimi najdaljšimi čezoceanskimi mostovi.
Ne smemo ga zamenjevati z Zunanjim mostom čez zaliv Hangdžov, projektom, ki je v fazi preučevanja in bi obkrožil otoke v zalivu med Šanghajem in Ningbom. Uradnega imena še ni, zato se terminologija ne ujema.

## Zgodovina
Most čez zaliv Hangdžov je bil več kot desetletje predmet različnih študij izvedljivosti, preden so bili končni načrti odobreni leta 2003. Prejšnji načrt je most postavil bolj vzhodno, bližje ustju zaliva, kar je zagotavljalo še krajšo potovalno razdaljo med Ningbom in Šanghajem. Po tem načrtu bi se most začel na severu pri Džinšanu, predmestju Šanghaja. Šanghajska vlada je načrt zavrnila in se osredotočila na gradnjo 32,5 km dolgega mostu Donghai od Šanghaja do pristanišča Jangšana v ustju zaliva. Šanghajska vlada si je prizadevala, da bi Jangšan postal glavno pristanišče na vzhodni obali Kitajske, in ni dovolila gradnje mostu čez zaliv na svojem ozemlju, kar bi izboljšalo dostop do pristanišča Ningbo v Beilunu. Vlada province Džedžjang je bila prisiljena zgraditi most bolj zahodno na celotnem ozemlju Džedžjanga. Most čez zaliv Hangdžov povezuje Ciši, mesto na lokalni ravni, ki je del občine Ningbo, z okrožjem Haijan v občini Džjašing. Most čez zaliv Hangdžov je znatno skrajšal vozno razdaljo med Ningbom in regijo delte reke Jangce ter izboljšal konkurenčnost pristanišča Beilun.

## Strukturni opis
Most čez zaliv Hangdžov je Most s poševnimi zategami. Ta oblika je bila za ta projekt izbrana zaradi trdnosti mostu v neugodnih pogojih. Most je bil zgrajen v deltah rek Čjantang in Jangce ter v zalivu Hangdžov, ki so vsi izpostavljeni enim najvišjim plimskim silam na planetu. Lokacija mostu je nagnjena tudi k potresom, pa tudi k izjemno močnim vetrovom med sezono tajfunov. Izbira oblike mostu in gradbenega materiala je bila zasnovana na trdnosti proti vsem različnim silam, s katerimi bi se most soočil.
Mnogi mostovi uporabljajo betonske pilote za podporo mostovne konstrukcije, vendar je most čez zaliv Hangdžov ubral drugačen pristop in uporabil jeklene pilote. Ta izbira je bila sprejeta na podlagi dejstva, da bi bili jekleni piloti veliko močnejši proti koroziji zaradi izjemno visokih plimskih valov v zalivu. Uporaba jeklenih pilotov namesto betonskih je most naredila tudi veliko bolj konstrukcijsko primeren, zlasti v izjemno težkih delovnih pogojih, s katerimi bi se soočal. Ni nenavadno videti valove v zalivu, ki dosegajo 7,6 metra višine. V teh razmerah bi bilo skoraj nemogoče zgraditi most brez uporabe nove gradbene tehnologije in vozil. Med gradnjo mostu sta bila uporabljena dva ogromna žerjava, eden z nosilnostjo 2200 ton in drugi z nosilnostjo 3000 ton. Ta težka žerjava sta bila uporabljena za prevoz masivnih nosilcev z obale do dela mostu, kjer so jih nato dvignili in postavili na svoje mesto. Tudi jekleni piloti so bili prepeljani s temi žerjavi.
Poti obremenitve v tej konstrukciji je dokaj enostavno slediti. Najlažje je slediti gravitacijski obremenitvi na mostu in preostali obremenitvi na ploščadi, kot so avtomobili, kar je podrobneje pojasnjeno v razdelku o konstrukcijski umetnosti. Obremenitve na mostu zaradi ekstremnega plimovanja je nekoliko težko berljivo, vendar so jasno upoštevane. Jekleni piloti so konstrukcijski nosilci, ki se upirajo plimskim obremenitvam. Piloti so zabiti globoko v morsko dno, da se zmanjša njihovo premikanje. Majhen moment ali sila, ki povzroča upogibanje pilotov, ohranja most pokonci. Jeklo je izjemno odporno proti koroziji in je zato najboljši material, ki bi ga lahko uporabili v pilotih.
Pri pregledu obremenitve zaradi vetra na mostu je najpomembnejša analiza glavnih razponov. Ker sta oba glavna razpona relativno kratka, je obremenitev vetra zanemarljiva. Obremenitve vetra pa bi se upoštevale zaradi zunanjega upogiba pilonov, ki podpirajo napenjalne kable. To teorijo razširitve dna pilonov je prvi uporabil Gustave Eiffel pri gradnji Eifflovega stolpa. Ukrivljena oblika je zelo dobra za prenos obremenitve vetra na osnovne nosilce konstrukcije.

## Izzivi
Zaradi številnih težav, s katerimi se je soočala tako obsežna gradnja, je skoraj 600 strokovnjakov porabilo skoraj desetletje za načrtovanje mostu. Tudi po skoraj desetletju načrtovanja, študij in projektov so se pojavili številni različni izzivi, prvi od njih pa je bil izziv gradnje na morju. Kot rešitev je bilo treba več delov mostu dokončati na kopnem in nato prepeljati na območje, za katero so bili zgrajeni. Nekateri sestavni deli, ki so bili zgrajeni s tem postopkom, so bili stebri, škatlasti nosilci (mostne plošče) in celo temelji mostu.
Drug gradbeni izziv je bilo povezano z vremenom v regiji. Vang Jong, glavni direktor poveljniškega mesta za gradnjo čezoceanskega mostu v zalivu Hangdžov, je most opisal kot gradnjo »v najbolj zapletenem morskem okolju na svetu, z eno od treh največjih plimovanja na Zemlji, vplivom tajfunov in težavno vsebino morske zemlje.« Erozija materialov ter razpoke in mehurčki betonskih sestavnih delov so postali velik problem. Za boj proti mehurčkom in morebitnim luknjam so inženirji na beton nanesli šablono, prevlečeno s tkanino. To bi izboljšalo barvo in gostoto kosov, zaradi česar bi bili bolj estetsko privlačni in trdnejši. Da bi zmanjšali razpoke, so inženirji pri gradnji škatlastih nosilcev uporabili tehnologijo zgodnjega raztezanja z nizko trdnostjo. Ta tehnologija vključuje ulivanje (oblikovanje) nosilca oziroma mostne plošče, ki se strdi največ tri dni, nato pa se stisne, preden doseže polno gostoto. To daje nosilcu več prostora za raztezanje po izgradnji mostu, kar sčasoma preprečuje razpoke v betonu.
Tretji večji izziv, s katerim so se soočili oblikovalci in inženirji, je bilo območje strupenega plina metana, ki so ga odkrili približno 50 metrov pod zemljo pod lokacijo mostu. Preden se tlak plina sprosti, vrtanja ni bilo mogoče dokončati. V ta namen so v zemljo vstavili jeklene cevi s premerom 60 cm, ki so šest mesecev pred vrtanjem počasi sproščale metan.

## Servisni center
Na sredini mostu je zgrajen 10.000 m2 velik servisni center z imenom Dežela med morjem in nebom (kitajščina: 海天一洲, pinjin: hǎi-tiān yī-zhōu). Center sestavljajo nakupovalni/razstavni/parkirni/restavracijski prostori, hotel in 145,6 m visok razgledni stolp, ki služi kot turistična atrakcija, od koder lahko uživate v pogledu na most in ocean iz ptičje perspektive. Servisni center je zgrajen na otoku, ki je ploščad, ki stoji na pomolih, da ne ovira morskega toka v zalivu.
Servisni center je bil 23. marca 2010 v požaru nekoliko poškodovan, vendar je bil za turiste odprt 19. decembra 2010.